# Brodulf
Brodulf, auch Brunulf, (* um 596; † 630) war ein fränkischer Adliger unter der Herrschaft der Merowinger.

## Leben
Die Herkunft Brodulfs gab seit dem Hochmittelalter Anlass für Spekulationen – so gingen Gelehrte wie Jacques de Guyse anhand der familiär auffälligen Häufung des Leitnamens Brunulf davon aus, dass Brodulf dem Geschlecht der salfränkischen Ardennengrafen mit Chlodio als Stammvater entstammte; diese Annahme ist jedoch durch die moderne Quellenforschung widerlegt und wird daher nicht weiterverfolgt.
Historisch gesichert ist dagegen die enge verwandtschaftliche Bindung Brodulfs an das merowingische Herrscherhaus – sowohl seine Schwester Sichildis (von Chlothar II.) als auch seine Schwester Gomatrud (von Dagobert I.) waren die Ehefrauen fränkischer Könige und er mithin ihr Schwager.
Die erstmalige Erwähnung Brodulfs findet sich in der Chronik des Fredegar für das Jahr 629; weiterhin erwähnt ihn innerhalb des Liber Historiae Francorum die Gesta Dagoberti I., die Lebensgeschichte Dagoberts I., welche um 835 in der Abtei von Saint-Denis vermutlich von Abt Hilduin und Hinkmar von Reims verfasst wurde.
Dagobert I. hatte nach dem Tod seines Vaters Chlothar die Herrschaft im Frankenreich übernommen und seinen Halbbruder Charibert II., der als einfältig (simplex) beschrieben wurde, 629 bei der nach fränkischem Erbrecht üblichen Erbteilung übergangen. Wie Fredegar berichtet, war der König auf Druck einer Minderheit neustrischer Adliger um Brodulf, der die Thronansprüche seines Neffen Charibert offen unterstützte, gezwungen, diesem das Unterkönigreich in Aquitanien abzutreten. Er scheint dann in Aquitanien die Funktion eines Hausmeiers innegehabt zu haben. Um die Durchsetzung neustrischer Partikularinteressen gegenüber der Reichseinheit im Frankenreich für die Zukunft zu verhindern, beschloss Dagobert schließlich, seinen einflussreichen Schwager beseitigen zu lassen. 630 wurde Brodulf, der sich im Gefolge Dagoberts während dessen Reichsumfahrt unterwegs nach Aquitanien befand, auf Betreiben des Frankenkönigs während eines Aufenthaltes im burgundischen Saint-Jean-de-Losne gemeinschaftlich von den Vertrauten des Königs, den Duces Amalgar und Arnebert sowie dem Patricius Willibad, ermordet.
Brodulf hinterließ eine Tochter, Theodetrudis oder Theodila, die 629 anlässlich einer Besitzteilung im Limousin urkundliche Erwähnung findet.